# Comité Olímpico Nacional de la República de Kazajistán
El Comité Olímpico Nacional de la República de Kazajistán (en kazajo: Қазақстан Республикасы Ұлттық Олимпиадалық Комитеті, en ruso: Национальный Олимпийский Комитет Республики Казахстан) es una organización pública independiente que promueve y difunde el Movimiento Olímpico y sus ideales y gestiona la participación de Kazajistán en los Juegos Olímpicos.
Es miembro del 
Comité Olímpico Internacional (COI) y el Consejo Olímpico de Asia. Su sede está en Astaná y el presidente desde 2024 es el boxeador Guennadi Golovkin.

## Historia
Fue fundado el 3 de febrero de 1990 y reconocido por el COI en septiembre de 1993. El primer presidente fue Timur Dosymbetov.
En 2011 se encargó de la organización de los VII Juegos Asiáticos de Invierno, celebrados conjuntamente en Astaná y Almaty.

## Presidentes
| Presidente             | Período   |
| ---------------------- | --------- |
| Timur Dosymbetov       | 1990-1993 |
| Amancha Akpayev        | 1993-2002 |
| Timur Dosymbetov       | 2002-2006 |
| Temirjan Dosmujanbetov | 2006-2015 |
| Timur Kulibayev        | 2015-2024 |
| Guennadi Golovkin      | 2024-0    |
| Fuente: olympedia.org. |           |